# ناحیه کالوتارا
ناحیه کالوتارا (به لاتین: Kalutara District) یک ناحیه در سری‌لانکا است که در استان غربی، سری‌لانکا واقع شده‌است.

## خصوصیات
ناحیه کالوتارا ۱٬۵۹۸ کیلومترمربع مساحت و ۱٬۲۱۷٬۲۶۰ نفر جمعیت دارد.